# 안젤라 루체
안젤라 루체(Angela Luce, 1938년 12월 3일 ~ )는 이탈리아의 배우, 가수이다.

## 출연 작품
- 가정부 이야기 (1973)